# Westchester Golden Apples
I Westchester Golden Apples sono stati una franchigia di pallacanestro della USBL, con sede a Westchester, nello Stato di New York, attivi tra il 1985 e il 1986.
Disputarono solamente due campionati, con un record sempre inferiore al 50%. Si sciolsero dopo il campionato 1986.

## Stagioni
| Stagione | Lega | Denominazione             | V | P  | %    | Piazzamento | Play-off |
| -------- | ---- | ------------------------- | - | -- | ---- | ----------- | -------- |
| 1985     | USBL | Westchester Golden Apples | 9 | 15 | 37,5 | 5º          | -        |
| 1986     | USBL | Westchester Golden Apples | 5 | 18 | 21,7 | 7º          | -        |